# Antoni Blàvia i Esquirol
Antoni Blàvia i Esquirol (Lleida, 1915 - Caracas, 1994) fou un militar català. Fill d'un metge, estudià als escolapis de Sarrià i ben aviat milità en Estat Català i en la francmaçoneria. Quan esclatà la guerra civil espanyola estava fent el servei militar a Jaca i fou destinat a la 132 Brigada Mixta, de la que n'arribà a ser comandant. En acabar la guerra s'exilià a Perpinyà i després a Montalbà, des d'on ajudà altres refugiats catalans. El març de 1940 se n'anà a Dover i d'ací a Londres, on treballà en un hospital fins que el setembre de 1940 embarcà cap a Santiago de Xile, on treballà per l'aleshores ministre de sanitat, Salvador Allende i col·laborà amb el Centre Català de Santiago de Xile. Després de diverses aventures empresarials, el 1952 va encapçalar una delegació universitària xilena que visità l'Argentina de Juan Domingo Perón, cosa que en provocà la detenció.
El 1959 va fundar l'Acadèmia de Ciències Polítiques de la Universitat de Santiago de Xile, el 1960 feu classes de teoria política a la Universitat Central de Caracas i el 1961-1962 treballà per al BIRD a Washington DC, al qual s'integrà el 1965 representant Veneçuela. Allí va fer amistat amb Ambler Hodges Moss i el van visitar Raimon, Joan Manuel Serrat, Pau Casals i Felipe González. El 1972 fou cap del Departament de Ciències Econòmiques a la Universitat Simón Bolívar de Caracas, càrrec que ocupà fins que va morir. El 1976 rebutjà treballar per a Josep Tarradellas, amb qui s'havia relacionat epistolarment.